# Луций Лициний Мурена (претор во II веке до н. э.)
Лу́ций Лици́ний Муре́на (лат. Lucius Licinius Muræna; умер после 146 года до н. э.) — римский политический деятель из плебейского рода Лициниев, занимавший должность претора. Основатель ветви Лициниев Мурен.

## Биография
Луций Лициний принадлежал к плебейскому роду Лициниев, происходившему из Ланувия. Его прозвище «Мурена» (Muræna), связанное с заведёнными им живорыбными садками, стало когноменом для ветви рода. По альтернативной версии, прозвище связано с разновидностью ожерелья.
Первый Мурена упоминается в двух источниках. Марк Туллий Цицерон в речи в защиту консула 62 года до н. э. Луция Лициния Мурены говорит, что прадед подзащитного был претором. Благодаря надписи на подножии одной из статуй в Олимпии известно, что этого нобиля звали Луцием и что он был одним из десяти легатов, отправленных в 146 году до н. э. в Грецию, чтобы организовать там совместно с Луцием Муммием новый порядок после разгрома Римом Ахейского союза. Предположительно к тому моменту Мурена уже был преторием (бывшим претором).
Не позже 151 года до н. э. в Риме чеканились монеты с надписью Murena. Предположительно их чеканкой занимался тот же нобиль, начавший, таким образом, свою гражданскую карьеру с должности монетария.
У Луция Лициния был сын того же имени, который тоже поднялся в своей карьере до претуры.